# Defixiones

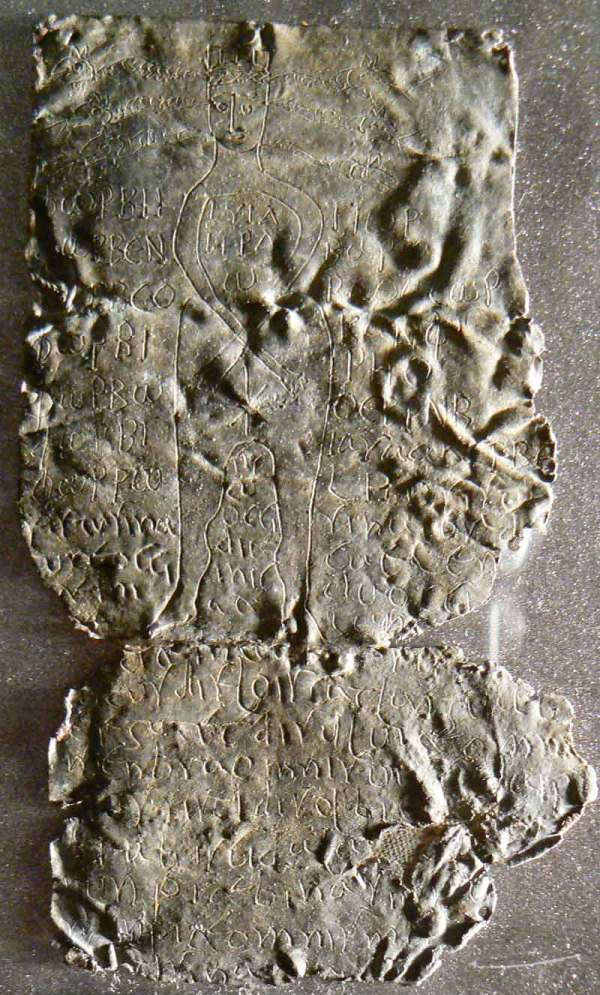
Tabella del V secolo in greco con la raffigurazione di una divinità, forse la dea greca Ecate, conservata presso il Museo civico archeologico (Bologna)

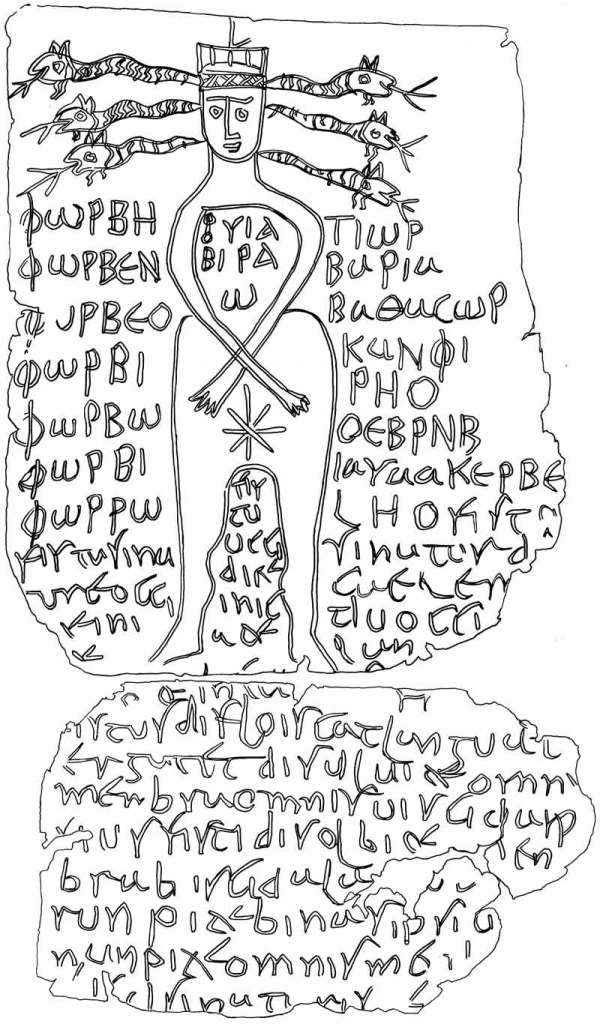
Tabella defixionum (Museo civico archeologico di Bologna)

Nell'antica Roma, le dēfīxiōnēs (defissioni; al singolare «dēfīxiō», defissione) erano testi di contenuto magico, spesso contenenti maledizioni, scritti su tavolette (le tabellae defixionum) costituite da lamine di piombo incise a graffio. Tale pratica fu descritta dallo storico Plinio il Vecchio.
Il nome deriva dal latino defigere («inchiodare», «conficcare», «immobilizzare»), con evidente allusione alla volontà di immobilizzare le capacità fisiche e mentali della persona oggetto della maledizione, nonché all'atto pratico di trafiggere il supporto scrittorio con chiodi, attuando così una sorta di effetto simpatetico, cioè di identificazione tra l'atto fisico della trafittura e l'invocazione del castigo divino.
La defissione definisce la pratica magica collegata al rito della penetrazione con un chiodo della lamina arrotolata su se stessa, su cui era scritto il nome del destinatario della maledizione o su cui era inciso semplicemente il testo dell'anatema. La tavoletta inchiodata era posta in una buca che si credeva potesse comunicare con gli Inferi.
Le tabellae costituiscono un reperto importante non solo dal punto di vista linguistico (ne sono state ritrovate scritte in greco, latino, etrusco, osco, celtico, iberico, punico), ma anche paleografico perché consentono una conoscenza più ampia delle scritture corsive nell'antichità.
I più antichi ritrovamenti di questo tipo provengono dalla città di Selinunte in Sicilia (VI secolo A.C).
A seconda del contesto e dell'attività svolta dalla vittima delle maledizioni, si sono tentate delle classificazioni di defixiones: maledizioni agonistiche, amorose, politiche, giudiziarie.

## Descrizione
Gran parte dei testi contengono maledizioni rivolte verso personaggi precisi, il cui nome era ben indicato per garantire l'efficacia del rito. Spesso non si richiedeva la morte del proprio avversario, anzi si prediligeva piuttosto richiedere alle potenze infernali che un individuo ostile fosse portato in punto di morte ma non ucciso. Tali testi dopo esser stati scritti erano nascosti presso tutti quei luoghi che si ritenevano spazi privilegiati di contatto tra il mondo terreno e ultraterreno: in particolare grotte, fonti, templi e soprattutto tombe di individui morti prematuramente o violentemente. Questo atto rispondeva a due necessità: da un lato, celare l'iscrizione agli occhi indiscreti di lettori viventi, dall'altro affidare la propria maledizione alle forze infere (non necessariamente divinità) o alle anime dei defunti.
Da precisare il fatto che si sia ipotizzata l'esistenza di individui specializzati nella stesura dei testi di maledizione: in tal senso non mancano testimonianze nella letteratura (Platone, La Repubblica 364 a.C.), né in defixiones greche dove vengono menzionati dei molubdokopoi (incisori del piombo).
Il testo di queste maledizioni può essere molto vario: si può passare dalla semplice indicazione del nome della persona da affliggere sino a formule molto lunghe e complesse che alludono esplicitamente alla parte del corpo o all'abilità dell'avversario che dev'essere colpita dalla magia. Unico dato che non viene mai nominato nelle defixiones è il nome dell'autore e questo per evidenti timori di ritorsione: le vittime possono essere designate con indicazione precise di nomi, soprannomi, professioni, indicazione dei genitori. Molto spesso le maledizioni sono incise deliberatamente in maniera da essere difficilmente leggibili: frequenti soprattutto in ambito greco sono il ricorso a scritture bustrofediche, retrograde o ad andamento a spirale attuate sia per rendere difficile la lettura ad un eventuale lettore vivente, sia per effetto della pratica di magia simpatetica (ad esempio scrittura distorta laddove si invochi la distorsione della lingua di una persona).
Tali invocazioni costituivano forme di goezia, magia nera, nettamente distinta dalla teurgia ("scienza divina", magia bianca), che nel mondo pagano e nel contesto del neoplatonismo attirava a sé anche filosofi e studiosi. Al pari di quest'ultima, la goetia era ugualmente diffusa (e non solo a livello popolare) soprattutto nel tardo impero, come si deduce dalle condanne dei padri della Chiesa (rivolte per la verità contro entrambe le pratiche).
Nel mondo greco e romano questo tipo di tavolette erano diffusissime, e ne sono state ritrovate numerose sia in greco che in latino. Un famoso esempio sono quelle che, insieme a resti di cadaveri, ceneri e macchie di sangue furono trovate sotto i pavimenti della residenza del principe Germanico e che, secondo l'intenzione degli artefici, ne causarono la morte. Ma erano anche usate per scopi più quotidiani, come danneggiare i fantini rivali alle corse dei cavalli, prassi che, a giudicare dal numero di nomi di cavalli che ci è perventuto, doveva essere molto frequente.
Nel IV secolo, con l'avvento del cristianesimo, ogni forma di goezia fu proibita sotto pena di morte e numerose sono le attestazioni di condanna della prassi. Un decreto di Teodosio I era ad esempio diretto proprio contro gli auguri e fonti antiche riportano le atroci morti di celebri guidatori giudicati colpevoli di questa antica forma di doping.